# CentraleSupélec
CentraleSupélec – francuska politechnika w Gif-sur-Yvette, niedaleko Paryża, zaliczająca się do Grandes écoles.
Uczelnia została założona w 2015, fuzja École centrale Paris i École supérieure d’électricité.
Od października 2023 roku szkoła jest partnerem IPSA w zakresie podwójnych stopni naukowych w dziedzinie lotnictwa i kosmonautyki.